# Котингиба (микрорегион)

Котингиба на карте.

Котингиба (порт. Microrregião de Cotinguiba) — микрорегион в Бразилии, входит в штат Сержипи. Составная часть мезорегиона Восток штата Сержипи. 
Население составляет 	46 840	 человек (на 2010 год). Площадь — 	766,273	 км². Плотность населения — 	61,13	 чел./км².

## Демография
Согласно сведениям, собранным в ходе переписи 2010 г. Национальным институтом географии и статистики (IBGE), население микрорегиона составляет:						
| Полное население                             | Полное население                             | Полное население                             | Полное население                             | 46 840 |
| -------------------------------------------- | -------------------------------------------- | -------------------------------------------- | -------------------------------------------- | ------ |
| в том числе:                                 | Городское население                          | 27 159                                       | Процент городского населения, %              | 57,98  |
|                                              | Сельское население                           | 19 681                                       | Процент сельского населения, %               | 42,02  |
|                                              | Мужское население                            | 23 334                                       | Процент мужского населения, %                | 49,82  |
|                                              | Женское население                            | 23 506                                       | Процент женского населения, %                | 50,18  |
| Плотность населения, чел/км²                 | Плотность населения, чел/км²                 | Плотность населения, чел/км²                 | Плотность населения, чел/км²                 | 61,13  |
| Население микрорегиона в % к населению штата | Население микрорегиона в % к населению штата | Население микрорегиона в % к населению штата | Население микрорегиона в % к населению штата | 2,26   |

## Статистика
- Валовой внутренний продукт на 2004 составляет 295 452 804,00 реалов (данные: Бразильский институт географии и статистики).
- Валовой внутренний продукт на душу населения на 2004 составляет 7073,16 реалов (данные: Бразильский институт географии и статистики).
- Индекс развития человеческого потенциала на 2000 составляет 0,625 (данные: Программа развития ООН).

## Состав микрорегиона
В составе микрорегиона включены следующие муниципалитеты:
1. Капела
2. Дивина-Пастора
3. Санта-Роза-ди-Лима
4. Сирири